# Ben Rose House
Ben Rose House — здание, построенное по проекту архитектора Джеймса Шпейера (A. James Speyer), ученика Людвига Мис ван дер Роэ, в пригороде Чикаго Хайленд-Парк в 1953 году.

## История
Дом расположен «в окружении деревьев в овраге» и «был представлен как образец мастерства изготовления стальных домов». Художник по текстилю Бен Роуз и его жена Фрэнсис переехали в этот дом в том же году. Прилегающий павильон, предназначенный для демонстрации коллекции экзотических спортивных автомобилей Роуз, был построен Дэвидом Хейдом, учеником Джеймса Шпейера, в 1974 году. В 1987 году дом был признан официальной местной достопримечательностью. Эти два здания представляют собой прямоугольные коробки из стекла и дерева со стальным каркасом и похожи на культовые здания Миса Дом Фарнсуорт, и оба подняты над землёй на пилонах.
В 1986 режиссёр Джон Хьюз выбрал дом для съёмок в кинофильме Феррис Бьюллер берёт выходной.
В 2009 году дом был оценён в 2,3 млн. долл., но большинство серьезных запросов поступило от покупателей, желающих снести дом. Он был внесён на короткое время в список зданий, находящихся под угрозой исчезновения, составленный природоохранной группой Landmark Illinois. В итоге его купили в 2014 году за 1,06 млн долл..
В 2017 году, по словам новых владельцев, дом был отремонтирован DNAinfo, «рытье 15-футовой траншеи под домом, которая станет гаражом на две машины, детской игровой площадкой, складским помещением и прачечной. Однако его погружная конфигурация будет держать его почти полностью скрытым.» а прилегающий павильон будет использоваться как гостевой дом или как дополнительное пространство.

## Галерея

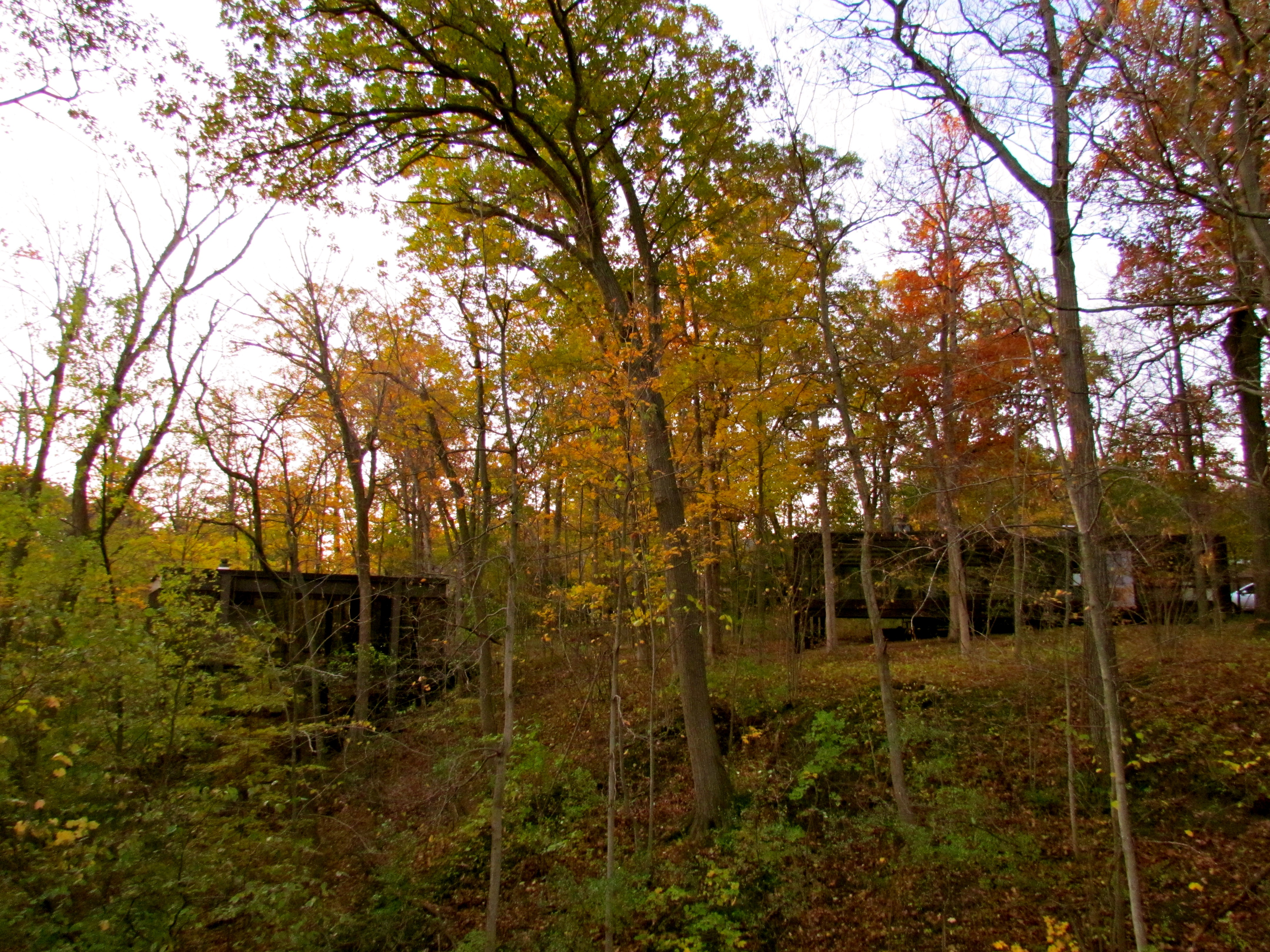
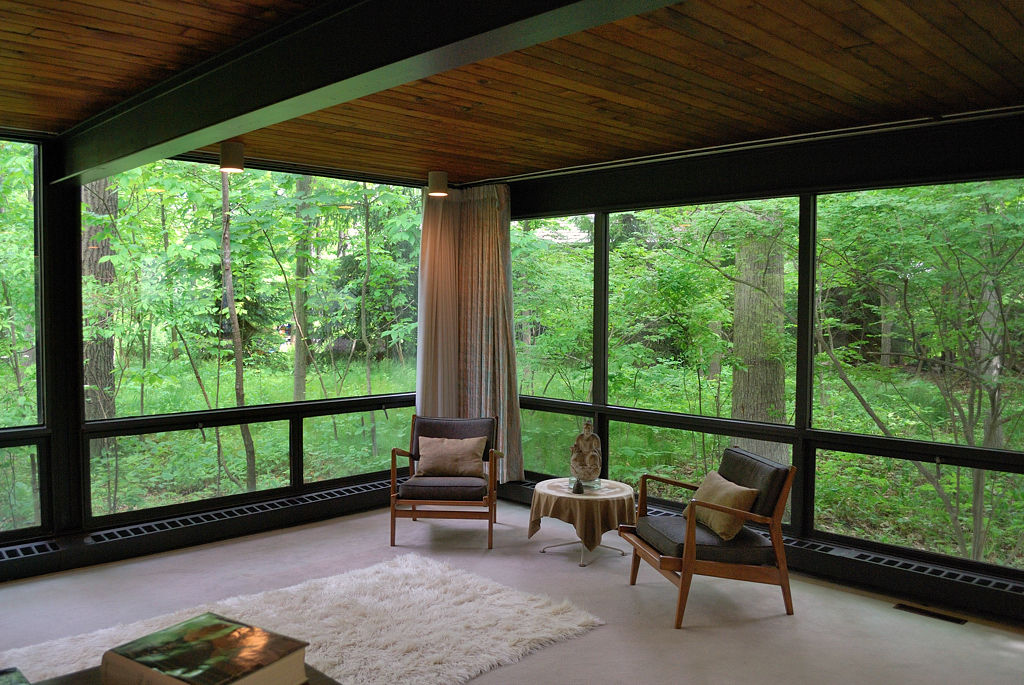
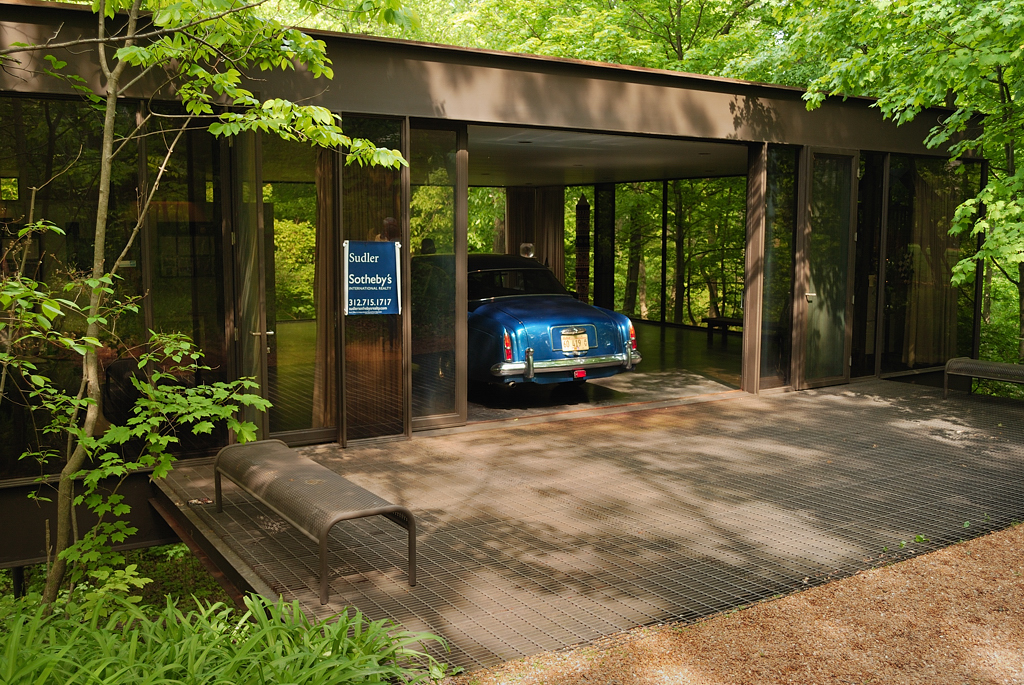
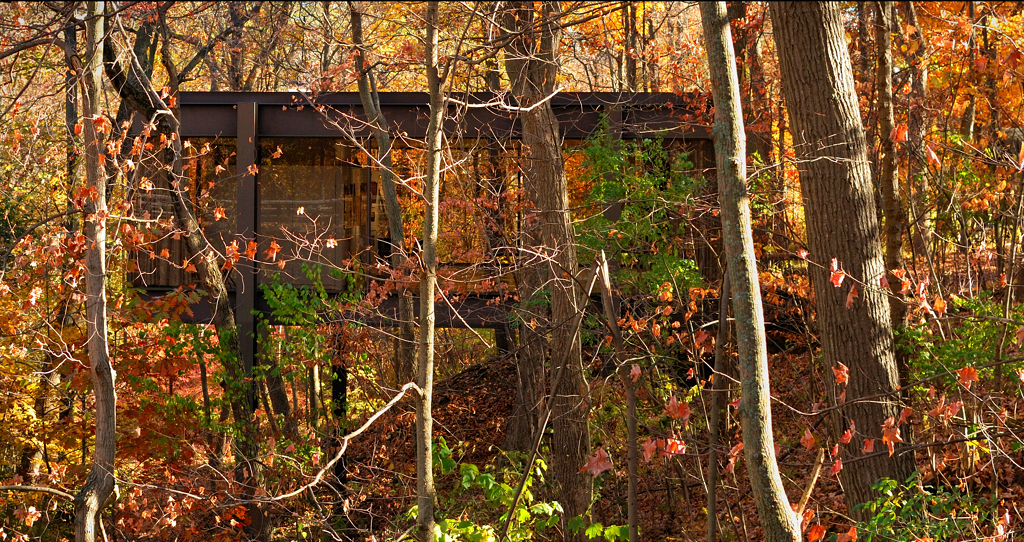